# Forteresse de Brest-Litovsk
Ne doit pas être confondue avec le Château de Brest en France
La forteresse de Brest-Litovsk (en biélorusse : Брэсцкая крэпасць, en russe : Брестская крепость, en polonais : Twierdza brzeska) est une ancienne fortification russe du XIXe siècle située à Brest en Biélorussie sur la frontière avec la Pologne. C'est l'un des plus importants monuments de guerre de la Seconde Guerre mondiale, célèbre pour, premièrement, la résistance polonaise face à l'invasion allemande de septembre 1939, puis, la résistance soviétique face à l'invasion allemande lancée le 22 juin 1941 lors de l'opération Barbarossa. En 1965, le titre de forteresse héros lui fut décerné pour rappeler la défense héroïque de cette fortification frontalière au cours des premières semaines de la guerre germano-soviétique. Elle faisait alors partie de la RSS de Biélorussie.

## Construction et aménagements
La construction de la forteresse, au centre de la vieille ville, commença en 1833, suivant un projet de topographie militaire de l'ingénieur Karl Ivanovitch Opperman (ru). Pour débuter, ne sont érigés que des renforcements temporaires de terre, puis la première pierre de la nouvelle forteresse est posée le 1er juin 1836. La construction du bâtiment principal est achevée le 26 avril 1842. La forteresse se composait d'une citadelle défendue par trois fortifications, d'une surface totale de 4 km2 et d'une longueur linéaire totale de 6,4 km.

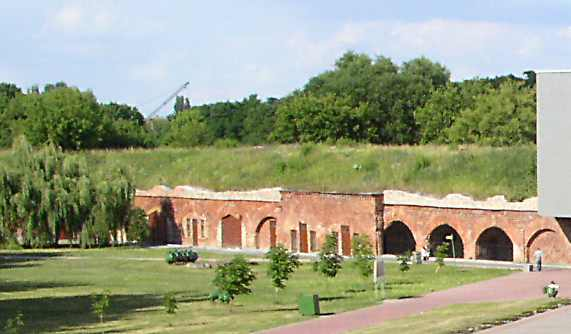
Remparts

La citadelle, ou fortification centrale, se présente comme deux casernes de deux étages chacune, en briques rouges, d'une circonférence de 1,8 km. Ses murs sont d'une épaisseur de deux mètres. Elle compte 500 casemates, pouvant accueillir douze personnes chacune. La fortification principale se trouve sur une île formée par le Bug et deux bras de la rivière Moukhavets. Cette île est reliée par des ponts-levis à trois îles artificielles, formées par le Moukhavets et les douves. Sur celles-ci des fortifications :
- Kobryn, ou île septentrionale (la plus grande), avec quatre courtines supportant trois ravelins et leurs canonniers ;
- Terespol, ou l'île de l'ouest, avec quatre points de vue ;
- Volinsk, ou île du sud, avec deux courtines et deux ravelins.

Dans ce qui fut la redoute-casemate, se trouve actuellement le monastère de Notre-Dame (ru). La forteresse est entourée par des remparts de terre de dix mètres d'épaisseur, avec casemates intégrées. Cinq des huit portes de la forteresse sont encore conservées aujourd'hui :
- la porte de  Cholm (ru) (au sud de la citadelle) ;
- la porte de Terespol (ru) (au sud-ouest de la citadelle) ;
- la porte de l'Ouest ou d'Alexandre (au nord de la fortification de Kobryn) ;
- La porte du nord-ouest (au nord-ouest de la fortification de Kobryn)
- la porte du sud (au sud de la fortification de Volinsk et de l'île de l'hôpital).

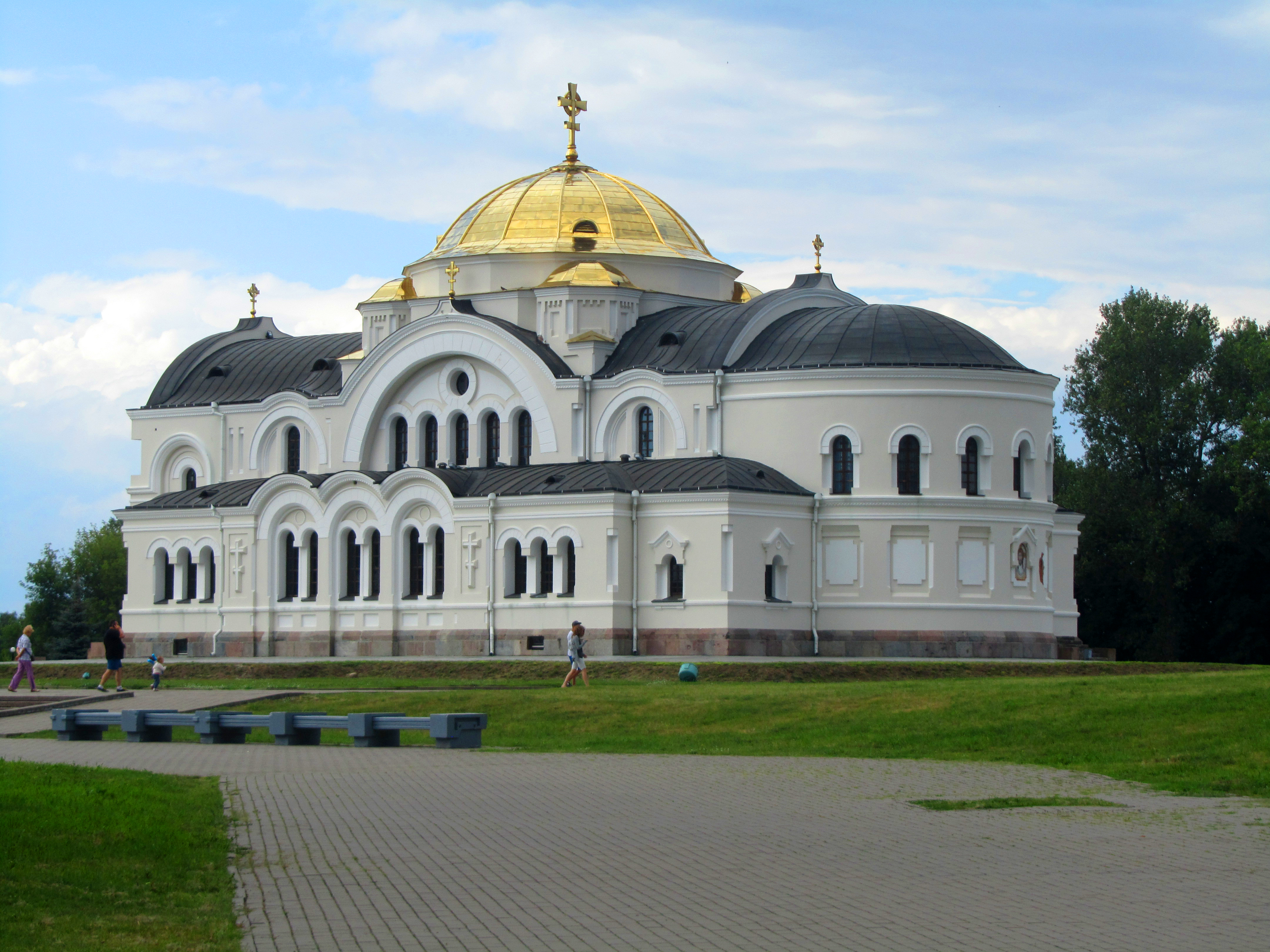
Église Saint-Nicolas.

Les portes de Brigidsk (à l'ouest de la citadelle), de Brest (au nord de la citadelle) et de l'est (partie est de la fortification de Kobryn) ont été détruites.
Entre 1864 et 1888, suivant le projet d'Édouard Totleben, la forteresse est modernisée. Elle est entourée d'un anneau de forts, sur un périmètre de 32 km. Sur le territoire de Kobrinsk, sont construites les fortifications ouest et le fort est. En 1876, à l'intérieur de la forteresse, suivant le projet de l'architecte David Grimm, est construite l'église orthodoxe Saint-Nicolas. Celle-ci est transformée en mess durant la période soviétique et restaurée à l'identique entre 2000 et 2008. Son dôme est recouvert de feuilles d'or, suivant la tradition orthodoxe.

## La Citadelle au début duXXesiècle

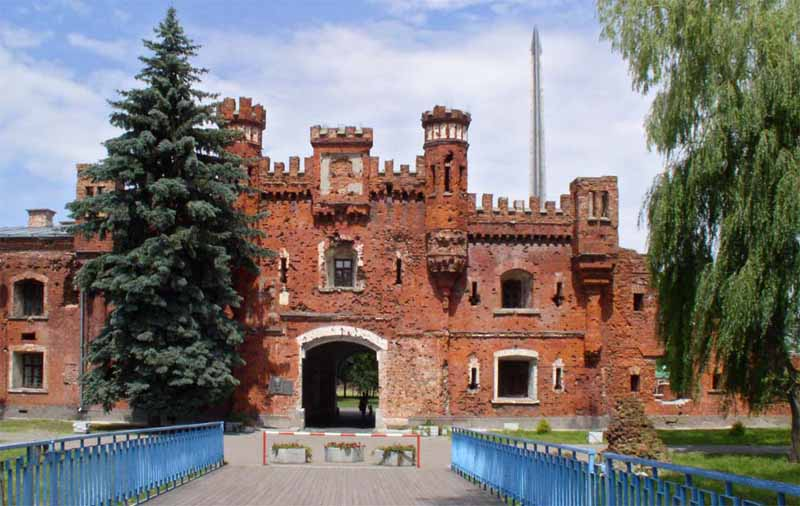
Porte Kholm.

En 1913, débute la construction d'un second anneau de fortifications. Dmitry Karbychev prend part aux travaux d'établissement d'un projet devant avoir une circonférence de 45 km mais, au début de la guerre, il n'est pas terminé.
Au début de cette Première Guerre, la forteresse est renforcée par des ouvrages de défense, mais, dans la nuit du 13 août 1915 (26 août dans le calendrier grégorien), au moment où est décidée la retraite générale, elle est abandonnée et les forces russes en font exploser une partie. Le 3 mars 1918, dans ce que l'on appelait le « Palais blanc » de la citadelle (une ancienne église du monastère basilien uniate, devenue par la suite un local des officiers), est signée la Paix de Brest. La forteresse tombe aux mains des Allemands, jusqu'à fin 1918, puis passe sous le contrôle des Polonais. En 1920, elle est prise par l'Armée rouge, puis de nouveau perdue et, en 1921, suivant les accords de paix de Riga, elle revient à la deuxième république de Pologne. Durant l'entre-deux guerres la forteresse est utilisée comme caserne, comme hangar militaire et, en 1930, on y enferme les opposants politiques.

## La défense de la Citadelle en 1939

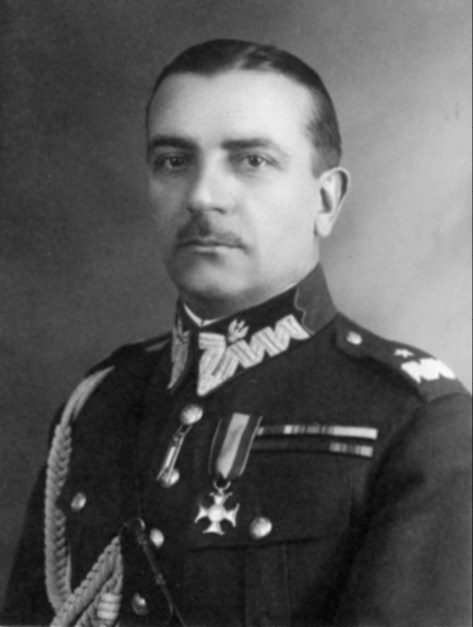
Le général polonais Konstanty Plisowski.

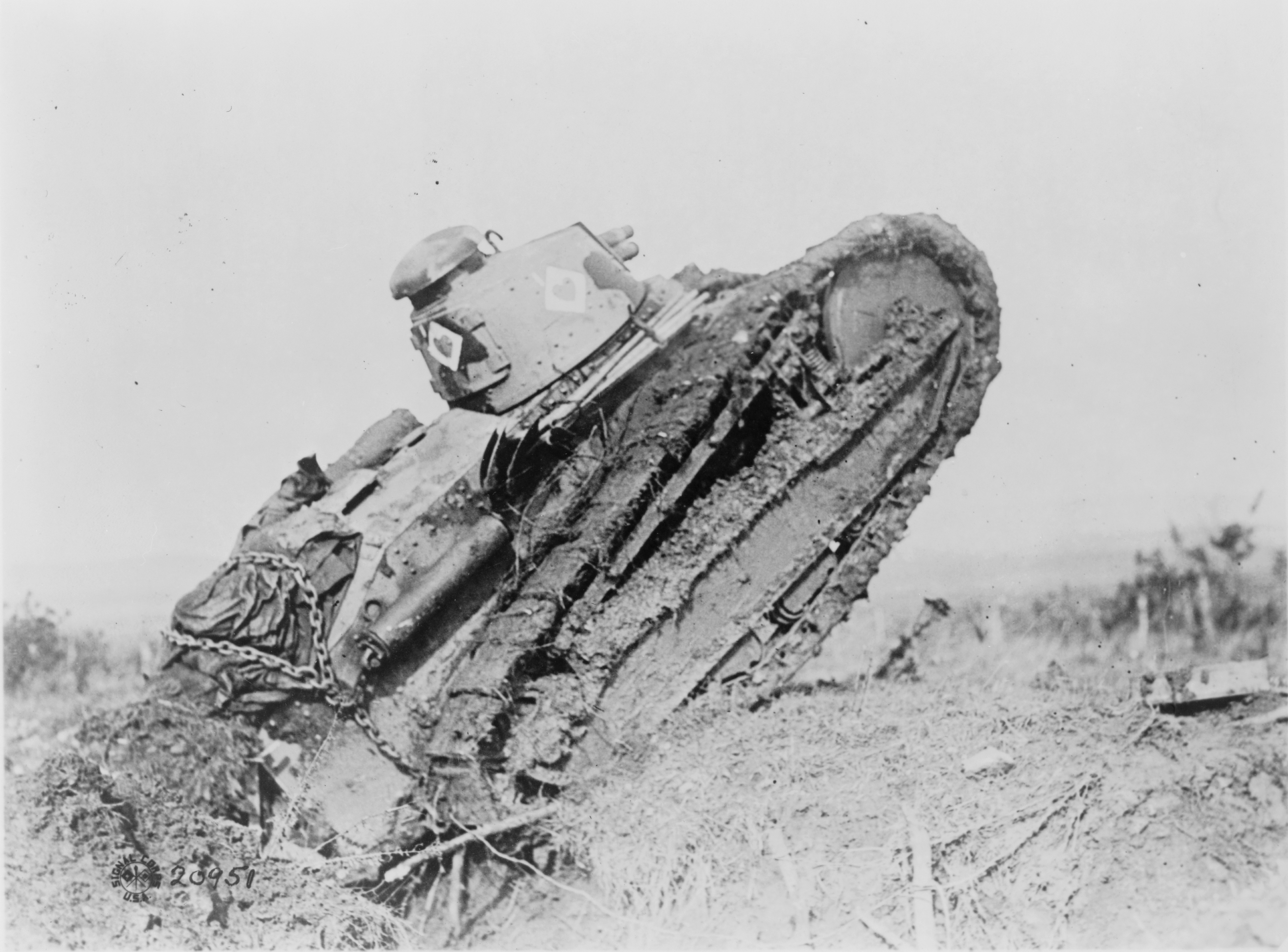
Char Renault FT.

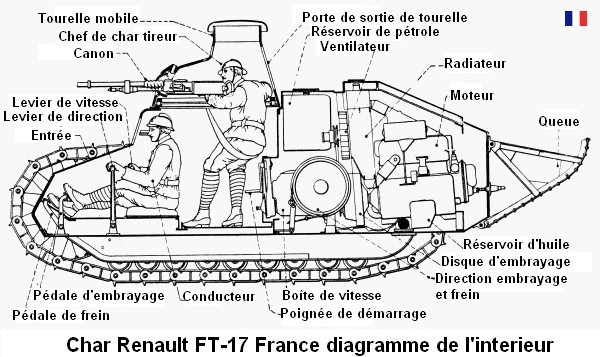
Renault FT, diagramme intérieur.

Le lendemain du début de la Seconde Guerre mondiale, le 2 septembre, la forteresse polonaise subit les premiers bombardements allemands : les avions allemands lâchent 10 bombes qui endommagent le « palais blanc ». Dans les casernes de la forteresse, les fantassins du 35e bataillon du 82e régiment d'infanterie, et d'autres encore, se mettent en position, de même, les réservistes s'attendant à une attaque de leur côté.
Les garnisons de la ville et de la forteresse sont placées, sous le nom de « Groupe opérationnel indépendant de Polésie », sous le commandement du général Franciszek Kleeberg ; le général Konstanty Plisowski, le 11 septembre, est également nommé chef de garnison, qui forme, avec les troupes à sa disposition (environ 2 000 à 2 500 hommes), un détachement formé de 4 bataillons (trois de fantassins, un du génie) disposant de l'appui de quelques batteries, de deux trains blindés et de quelques chars Renault FT datant de la Première Guerre mondiale. Les défenseurs de la citadelle n'ont même pas d'armes antichars, alors que ce sont précisément de ce type d'armement qu'ils ont besoin.
Le 13 septembre, les familles des combattants de la forteresse sont évacuées : ponts et passerelles sont minés ; la porte principale est bloquée par des chars Renault et, dans les remparts en terre, sont creusées des tranchées pour les fantassins.
Le 19e corps d'armée blindé allemand, du général Heinz Guderian, entre à Brest, sur le Bug. Il avance depuis la Prusse orientale, à la rencontre des autres divisions blindées allemandes venant du sud. Le général Guderian a décidé de prendre la ville de Brest, pour ne pas donner aux défenseurs de la forteresse la possibilité de s'enfuir vers le sud et de rejoindre ce qui reste des forces du groupe opérationnel indépendant Narew (en). Les forces allemandes possèdent une supériorité numérique sur les défenseurs de la forteresse : 2 fois plus d'infanterie, 4 fois plus de chars, 6 fois plus d'artillerie.
Le 14 septembre, 77 chars de la 10e division blindée (divisés en un bataillon de reconnaissance et le 8e régiment blindé) tentent de prendre d'assaut la ville et la citadelle, mais sont repoussés par l'infanterie polonaise, soutenue par 12 chars de fabrication française, les « FT», qui, de ce fait, sont endommagés. Le même jour, l'artillerie et l'aviation allemande commencent à bombarder la citadelle.
Le lendemain matin, après des combats de rue acharnés, les Allemands occupent presque toute la ville. Les défenseurs s'enferment dans la forteresse.
Le matin du 16 septembre, la 10e division blindée et la 20e division motorisée tentent de prendre d'assaut la forteresse, mais celle-ci résiste. Le soir, les Allemands prennent la crête des remparts, mais ne peuvent poursuivre. Les deux derniers FT provoquent sur les chars allemands des dégâts sévères.
Depuis le 14 septembre, sept attaques allemandes ont été repoussées, tuant 40 % des défenseurs de la forteresse. Lors de l'assaut, l'adjudant attaché à Heinz Guderian est mortellement blessé. La nuit du 17 septembre 1939, Plisowski, blessé, donne l'ordre d'abandonner la forteresse et de traverser le Bug vers le sud puis, par les ponts endommagés, de gagner la ville de Terespol.
Le 22 septembre, Brest et sa forteresse sont remises par les Allemands à la 29e brigade blindée de l'Armée rouge. Ainsi, Brest et sa forteresse font, dès ce moment, partie du territoire de l'URSS et se situent à proximité de la frontière nouvellement créée avec l'Allemagne. Le Pacte germano-soviétique définit des nouvelles frontières entre les deux puissances.
Vingt-et-un mois plus tard, Hitler envahit l'Union soviétique, rompant le Pacte germano-soviétique. La forteresse de Brest est alors un des points de passage obligé des forces allemandes vers Moscou, à la fin juin 1941.

## La défense de la Citadelle en 1941
Le 22 juin 1941, le dispositif de défense de la forteresse se compose de :
- 8 bataillons de tirailleurs ;
- 1 bataillon de reconnaissance ;
- 1 régiment d'artilleurs ;
- 2 divisions d'artilleurs de défense anti-aérienne.

Quelques régiments de tirailleurs spécialisés et des subdivisions de divers corps d'armée prennent encore part à la constitution de ce rassemblement des forces. En tout, 9 000 hommes, sans compter les membres de leur famille (300 familles de combattants).
Du côté allemand, l'assaut de la forteresse est confié à la 45e division d'infanterie (environ 17 000 hommes), en liaison avec des unités de toutes les armes. Selon les plans allemands, la forteresse devrait être prise dans les douze heures qui suivent le début de la guerre.
Elle prit environ dix jours. Ces dix jours sont très importants, étant donné que l'attaque allemande n'était pas prévue par les Soviétiques et que Moscou n'est qu'à mille kilomètres de Brest, soit à quelques jours seulement pour les chars du général Guderian.    
Le 22 juin, à 4 h 15 , un feu nourri d'artillerie débute contre la forteresse, surprenant la garnison. Le résultat est la destruction des entrepôts, des conduites d'eau, l'interruption des liaisons et de pertes très importantes pour la garnison. À 4 h 45, l'assaut commence. L'aspect inattendu de l'attaque rend la résistance de la garnison inopérante et se limite à quelques tentatives individuelles. Les Allemands ne rencontrent de résistance que du côté du rempart de Volhynie et, surtout, du côté de la fortification de Kobryń, où l'assaut se transforme en un combat à la baïonnette.
Vers 7 h, le 22 juin, les 42e et 6e divisions d'infanterie abandonnent la forteresse et la ville de Brest.
Le soir du 24 juin, les Allemands s'emparent des fortifications de Volhinski et de Terespol, mais le reste de l'ancienne garnison, du fait de l'impossibilité de la maintenir en place, est transféré, de nuit, dans la Citadelle. De cette façon, la défense peut se concentrer sur la fortification de Korbinsk et sur la Citadelle. Dans la fortification de Korbinsk, tous les défenseurs sont concentrés sur le front Est (soit environ 400 hommes sous le commandement du major Gavrilov). Chaque jour, les défenseurs du fort doivent repousser 7 à 8 attaques soutenues par des lance-flammes. Le 26 juin, la dernière défense de la citadelle tombe, puis, le 29 juin, la porte est du fort.
Fin juin, la défense organisée de la citadelle prend fin ; seuls des groupes ou des combattants isolés subsistent. En tout, 5 à 6 000 hommes sont faits prisonniers par les Allemands. Sur un des murs de la citadelle, on peut toujours lire ces mots : « Je meurs, mais je ne me rends pas. Adieu ma Patrie ! 20/VII-41 » . D'après des témoignages, on entend encore des coups de feu, dans la citadelle, jusqu'au début du mois d'août.

### Souvenirs des défenseurs de la forteresse

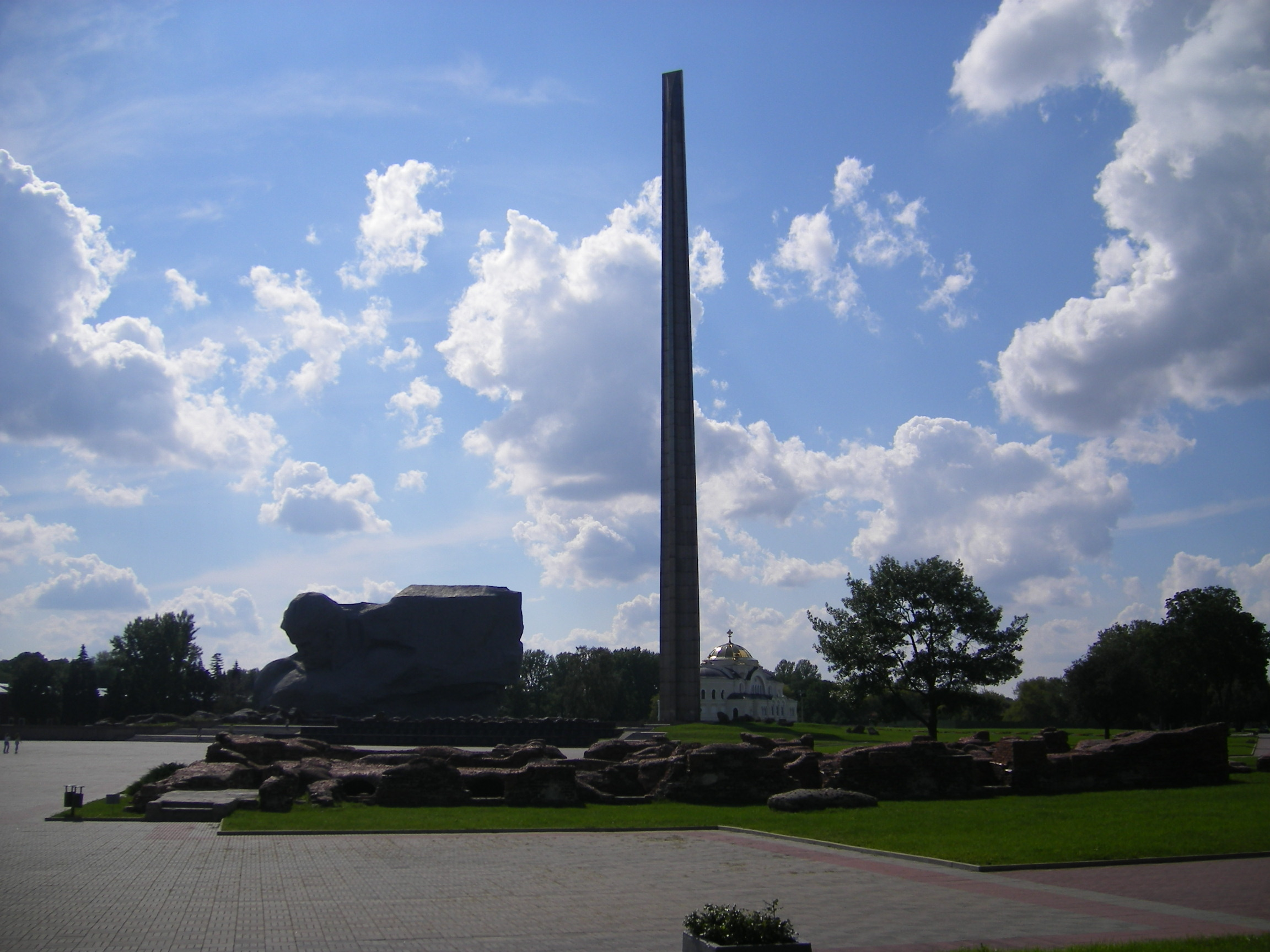
Le complexe mémorial « forteresse de Brest-héros ».

Les premiers documents d'informations sur la défense de la forteresse de Brest sont retrouvés dans une masse de rapports allemands provenant de la 45e division d'infanterie (conservés dans les archives de : МО СССР, оп.7514, д.1, л.227-228), en février 1942, dans le raïon de Krivstov-sur-Oriol.
Dans le journal L'Étoile rouge du 21 juin 1942, le colonel M. Totchenov écrit un article d'après le « Rapport de guerre sur la prise de Brest-Litovsk » : « Il y a un an à Brest » (La citadelle de Brest. Voyage sur les lieux du combat./Ред. Гнедовец П. П.-М.:Воениздат, 1965, с.36.-120 с.).
En 1948, paraît, dans Oganiok, un article de l'écrivain Michael Slatogorov : « Forteresse de Brest ».
En 1951, l'artiste-peintre Krivonogov Pierre Alexandrovitch (ru) réalise le tableau Les défenseurs de la forteresse de Brest.
Le mérite d'avoir rappelé le souvenir des héros de la forteresse revient également à l'écrivain et historien Smirnov, Sergueï, Segueïevitch (ru), mais aussi, au soutien donné à son initiative par Constantin Simonov.
En 1955, est publié le drame héroïque de Sergueï Smirnov La Forteresse sur le Bug.
En 1956, paraît le récit documentaire de Sergueï Smirnov, La Forteresse de Brest, tandis que, sur les écrans mondiaux, sort le film d'auteur du scénariste Konstantin Simonov et du metteur en scène Arganenko Sakar Markovitch (ru), La Garnison immortelle, qui obtient le diplôme d'honneur au festival international du cinéma de Venise.
Depuis cette époque, la forteresse de Brest devient le symbole de la fermeté inébranlable du peuple soviétique et un symbole important du patriotisme officiel, soutenu par la propagande en URSS (ru).
Le 8 mai 1965, le titre de Ville héros est attribué à la ville de Brest.
En 1971, le Mémorial du sculpteur Kibalnikov, Alexande Pavlovitch (ru) est construit sur la place appelée des "Cérémonies" et le bâtiment du musée de la défense de Brest est contigu aux ruines du « palais blanc ». Le monument, du nom de  « Courage ! », est au centre du complexe avec, du côté opposé, une composition en relief sur des épisodes particuliers de la défense héroïque de la citadelle. Dans la nécropole à trois étages, contiguë au monument, sont conservées les restes des dépouilles de 850 hommes. Devant les ruines du bâtiment du génie, luit la flamme éternelle du Souvenir. Sur la place centrale ont aussi été conservées les ruines de la caserne 333 du régiment de tirailleurs  et d'autres défenseurs et des casernes d'habitation.
Le 9 mai 1972 a lieu, à la flamme éternelle du souvenir de la Forteresse, une cérémonie du souvenir, 30 ans après les événements. Le 24 septembre 1984 est ouvert le musée « Les Gars de la Brest éternelle ».
Le 23 février 1992, est ouvert le musée « Honneur militaire aux aviateurs ».

## La forteresse de Brest dans la culture
La défense de la citadelle de Brest est l'unique sujet des films d'auteurs suivants :
- La Garnison immortelle (1956) ;
- Bataille de Moscou (1985) ;
- Je suis un soldat russe (ru) (d'après le livre de Boris Vassiliev) ;
- Pas sur les listes (ru) (1995) ;
- Une production russo-biélorusse, La Bataille de Brest-Litovsk (2010) ;
- Le documentaire La Forteresse de Brest. Au croisement de la lutte, filmé par Michael Glouchnim, en 2009.

En 2010, la chaîne НТВ réalise le téléfilm de Pivarov Alexsi (ru) Brest. Forteresse héroïque.